# 貝木
貝木（学名：Timonius arboreus；達悟語：Kakoat）为茜草科貝木屬下的一个种。